# 波爾丁 (密蘇里州)
波爾丁（英語：Paulding）是位於美國密蘇里州鄧克林縣的鬼鎮。

## 歷史
波爾丁的郵局於1900年設立，其後於1918年停運。

## 地理
波爾丁所處的海拔為高於海平面74米（即243英呎），而該地所採用的時區為UTC-6，即北美中部時區（CST）。同時該地設有夏令時間，為UTC-6調快一小時，即UTC-5（CDT）。